# New music incubator
New Music Incubator är ett musikprojekt som pågått sedan 2008 med ett hundratal deltagare.
Konceptet innebär att tjugo professionella tonsättare och musiker från olika länder, uppdelade i grupper, skapar nya musikverk tillsammans på en dag. Uruppförande av verken sker samma kväll. Detta genomförs fyra dagar i rad med nya grupper varje dag – ingen samarbetar med samma person två gånger. Ett halvår senare återförenas gruppen och genomför en offentlig konsert baserad på de verk som skapades under den första kursveckan.
Projektets syften är att etablera nya flerdimensionella nationella och internationella kontakter och mötesplatser, att förbättra hantverkskunnandet hos deltagarna samt att bidra till konstnärlig mångfald och skapa nya verk.